# The Marvels
The Marvels er en amerikansk film fra 2023 af Nia DaCosta.

## Medvirkende
- Brie Larson som Carol Danvers
- Teyonah Parris som Monica Rambeau
- Iman Vellani som Kamala Khan
- Zawe Ashton som Dar-Benn
- Park Seo-joon
- Samuel L. Jackson som Nick Fury